# 大阪市立花乃井中学校
大阪市立花乃井中学校（おおさかしりつ はなのいちゅうがっこう）は、大阪府大阪市西区江戸堀2丁目にある公立中学校。

## 概要
1949年に大阪市立西第一中学校（現在の大阪市立西中学校）から分離開校した。校舎敷地は、廃校となった旧江戸堀尋常小学校（江戸堀国民学校）の跡地を転用している。
2002年には文部科学省から「学力向上フロンティアスクール」に指定された。それを受けて、大阪市立中学校としてはあまり例をみない2学期制の導入や到達度評価（絶対評価）を導入している。また、1クラスを2分割した少人数展開授業の実施や、習熟度別学習の部分的な導入、「土曜スクール」、中高連携講座などの学力向上の取り組みをおこなっている。
校名は、学校内にある古井戸の史跡「此花乃井」（花乃井）に由来する。

### 史跡

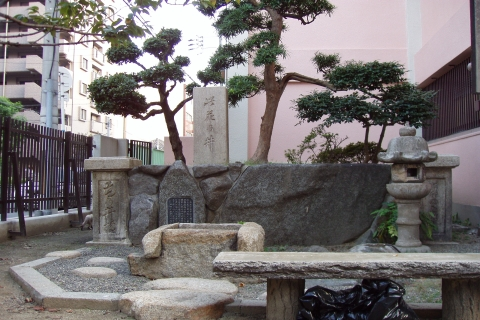
花乃井中学校内花乃井跡

- 此花乃井 - 石見国津和野藩亀井氏の蔵屋敷内にあった井戸である。

当初は当校南西部にあったが、校舎改築の折、北東部の現在地に移転。当校の校歌にある「花の井」とはこれのことである。1868年の明治天皇大阪行幸の折、この地附近で休息をとった。そのとき、この地の井戸水で茶を点てた。天皇はいたくこの水を褒め、「此花乃井」の名を与えて以降、名水としてその名も高かった。
- 江戸堀尋常小学校跡の碑 - 江戸堀小学校は、1872年津和野藩蔵屋敷の建物を利用する形で開校。江戸堀尋常小学校の名称を経て1941年には江戸堀国民学校と称したが、太平洋戦争の戦災による地域被害のため、1946年に西船場国民学校（現在の大阪市立西船場小学校）に統合され廃校。

## 沿革

### 略歴
1949年、西区で2番目の新制中学校・大阪市立西第二中学校として、西区全域を校区としていた西第一中学校（現在の大阪市立西中学校）より分離する形で開校した。
大阪市の公立中学校では「行政区名＋創立番号順」の仮称で出発したが、創立番号順の校名をやめて地名などを取り入れた正式名称にする方針が全市一斉に出されたことに伴い、直後の1949年5月1日付で大阪市立花乃井中学校へと改称している。
1955年には西区南堀江・旧高台（たかきや）国民学校跡に堀江分校を設置した。堀江分校は1959年4月に独立し、大阪市立堀江中学校となっている。

### 年表
- 1949年[2]
  - 4月1日 - 大阪市立西第二中学校として開校。
  - 5月1日 - 大阪市立花乃井中学校に改称。
  - 6月12日 - 開校記念式が行われる。
- 1955年 - 分校（現在の大阪市立堀江中学校）を設置。同年6月17日分校開設記念式を実施。
- 1959年4月1日 - 分校が大阪市立堀江中学校として分離開校。
- 1989年8月15日 - 新体育館竣工。
- 1992年11月9日 - パソコン教室完成。
- 1995年1月17日 - 阪神・淡路大震災で校舎一部損壊。翌日より同年4月にかけて復旧工事。
- 2002年4月1日 - 文部科学省から、学力向上フロンティアスクールの指定を受ける。
- 2003年4月1日 - 絶対評価（到達度評価）、2学期制を導入。
- 2007年4月1日 - 全教室に電力線搬送通信(PLC)を導入。
- 2024年4月1日 - 大阪市立中之島小学校・中学校（中之島小中一貫校）の開校に伴い、北区中之島3-6丁目[注釈 1]からの指定外就学・調整区域を廃止。

## 通学区域
- 大阪市立西船場小学校、大阪市立明治小学校、大阪市立本田小学校の通学区域[3]。

## クラブ活動
水泳部は1969年、全国中学校選抜水泳大会で優勝した。また吹奏楽部は1979年、関西地区コンクール大会で金賞を受賞した。

## 出身者
- 大場豊千（元プロ野球選手）
- 佐藤江梨子（女優）- 中学1年の途中で神戸市から転入する[4]。その後東京都の中学へ転校した[5]。
- TAKE（ミュージシャン 、Skoop On Somebody Vo.）
- 松本晴（プロ野球選手）

## 交通
- 地下鉄千日前線・中央線 阿波座駅 北東へ約600m。
- 四つ橋線 肥後橋駅 南西へ約800m。
- 阪神本線 福島駅、JR東西線 新福島駅 南へ約1.2km。
- 大阪環状線 福島駅 南へ約1.3km。
- 大阪シティバス 土佐堀2丁目バス停。
- 京阪中之島線 中之島駅 南へ約450m。